# Саут Хејвен (Минесота)
Саут Хејвен (енгл. South Haven) град је у америчкој савезној држави Минесота.

## Демографија
По попису из 2010. године број становника је 187, што је 17 (-8,3%) становника мање него 2000. године.
| Група             | 2000.       | 2010.       |
| Белци             | 198 (97,1%) | 171 (91,4%) |
| Афроамериканци    | 0 (0,0%)    | 1 (0,5%)    |
| Азијати           | 0 (0,0%)    | 1 (0,5%)    |
| Хиспаноамериканци | 3 (1,5%)    | 9 (4,8%)    |
| Укупно            | 204         | 187         |